# Материце
Материце се славе другу недељу пред Божић. Ово је највећи хришћански празник мајки и жена. Тога дана деца поране и унапред припремљеним канапом, концем, шалом, марамом или каишем на препад завежу своју мајку, за ноге, на исти начин, као што су њих мајке везивале на Детинце. Мајка се прави да не зна зашто је везана. Деца јој честитају празник, а мајка онда дели деци поклоне, и на тај начин се дреши. На исти начин се вежу и све удате жене, које се дреше поклонима деци: колачима, или неким другим слаткишима.
Празник Материца се у новије време свечано прославља и у нашим храмовима, нарочито по градовима. Побожне жене у договору са свештеником припреме пригодну академију са програмом, у коме учествују деца са прикладним рецитацијама и певањем, а онда деца везују присутне старије жене. Оне им се дреше поклонима и припремљеним пакетићима, књигама, крстићима итд. Негде се организује посета болници, нарочито дечјим одељењима, где се деци носе поклони, што даје овом празнику пун хришћански смисао.
У ранијем периоду (19. век), деци су давани фишеци са посластицама: смокве, урме, рошчићи, рахатлокум, леблебија, бадем, "печати од шећера жути и црвени", "суџуци" надевени орасима или бадемима; почетком 1920-тих је уобичајено давање "скупих играчака".